# Marko Đurin
Marko Đurin (Varaždin, 25. ožujka 1985.) hrvatski je katolički svećenik i rektor Papinskoga hrvatskoga zavoda sv. Jeronima u Rimu.

## Životopis
Rođen je 25. ožujka 1985. godine u Varaždinu u obitelji Rudolfa i majke Božene (rođ. Beštek). Osnovnu školu je završio u Remetincu i Novom Marofu. Nakon toga se upisuje u Nadbiskupsku klasičnu gimnaziju koju završava 2003. godine, istovremeno boraveći u Dječačkom sjemeništu na Šalati u Zagrebu. Kao kandidat Varaždinske biskupije upisuje se na Katolički bogoslovni fakultet Sveučilišta u Zagrebu. Diplomirao je 2008. godine. Sveti red đakonata primio je u Varaždinskoj katedrali 8. studenog 2008. godine. Od tada je vršio dužnost tajnika varaždinskog biskupa Josipa Mrzljaka. Za svećenika je zaređen 14. lipnja 2009. godine u Varaždinu. Službu biskupskog tajnika vršio je do kolovoza 2012. godine. Od 2010. do 2011. obnašao je i službu predstojnika Ureda za pastoral u medijima Varaždinske biskupije. U rujnu 2012. odlazi u Rim na poslijediplomski studij iz teologije braka i obitelji na Papinski institut Ivan Pavao II. za studije o braku i obitelji.
Dana 25. listopada 2013. imenovan je vicerektorom Papinskoga hrvatskoga zavoda sv. Jeronima, a od 1. studenoga 2013. i vicerektorom Hrvatske crkve sv. Jeronima u Rimu. Nakon petogodišnjeg mandata, u listopadu 2018. ponovno je imenovan na novi petogodišnji mandat. Dana 9. siječnja 2020. imenovan je rektorom Papinskoga hrvatskoga zavoda svetoga Jeronima.

### Mrežna sjedišta
- Vlč. Marko Đurin imenovan rektorom Papinskoga hrvatskog zavoda svetoga Jeronima u Rimu. Zagrebačka nadbiskupija. Pristupljeno 28. srpnja 2025.

| Titule u Katoličkoj Crkvi | Titule u Katoličkoj Crkvi                                     | Titule u Katoličkoj Crkvi |
| ------------------------- | ------------------------------------------------------------- | ------------------------- |
| prethodnik Bože Radoš     | Rektor Papinskog hrvatskog zavoda svetog Jeronima 2020. – ... | nasljednik —              |